# Luther Strange

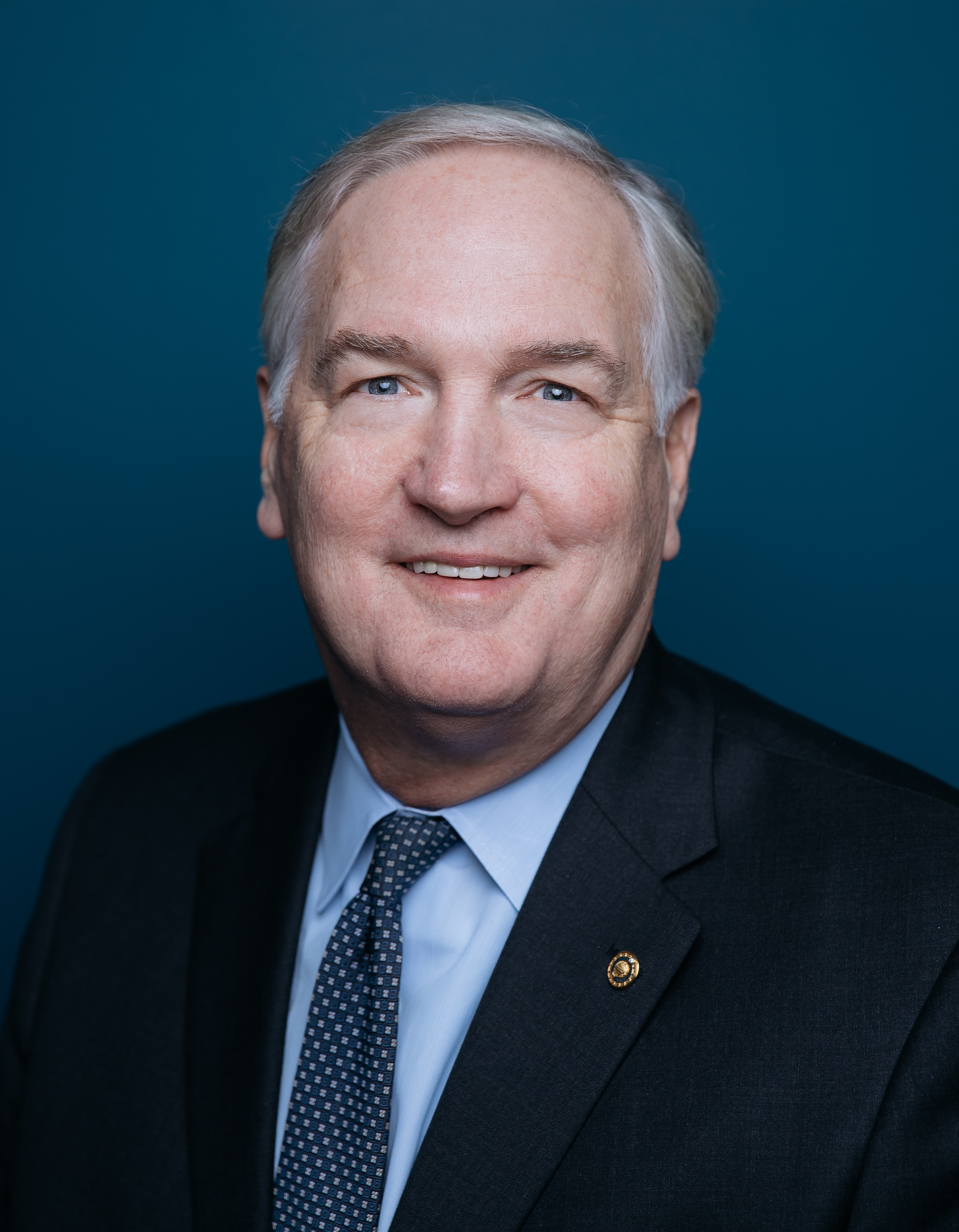
Luther Strange (2017)

Luther Johnson Strange III (* 1. März 1953 in Birmingham, Alabama) ist ein US-amerikanischer Politiker der Republikanischen Partei. Strange vertrat vom 9. Februar 2017 bis zum 3. Januar 2018 als ernannter Interimssenator seinen Bundesstaat Alabama im Senat der Vereinigten Staaten, nachdem sein Vorgänger Jeff Sessions zum US-Justizminister ernannt worden war. Da Strange die parteiinterne Vorwahl gegen Roy Moore verlor, schied er zum Ende des 114. Kongresses aus dem Senat aus.

## Familie, Ausbildung und Beruf
Luther Strange lebte bis zu seinem sechsten Lebensjahr in Sylacauga, bis seine Familie nach Homewood, einem Vorort von Birmingham zog. Er graduierte im Jahr 1970 an der Shades Valley High School und studierte im Anschluss Rechtswissenschaften an der Tulane University. 1981 wurde er in die Anwaltskammer von Alabama aufgenommen. Unmittelbar darauf eröffnete er in Birmingham eine Anwaltskanzlei.
Luther Strange ist verheiratet und Vater von zwei Söhnen.

## Politische Laufbahn
2006 kandidierte er für das Amt des Vizegouverneurs von Alabama, konnte zunächst die Vorwahlen für sich entscheiden, unterlag jedoch in der eigentlichen Wahl dem Demokraten James Folsom junior. Vier Jahre später, im Jahr 2010, wurde Strange zum Attorney General (Justizminister) von Alabama gewählt, ein Amt, welches er im Januar 2011 antrat.
Nach dem Wechsel von Jeff Sessions vom Senat ins US-Justizministerium ernannte der Gouverneur von Alabama, Robert J. Bentley, Luther Strange zu Sessions’ Nachfolger im US-Senat. Er wurde am 9. Februar 2017 vereidigt. Mit 206 Zentimetern Körpergröße gilt Strange als der größte US-Senator der Geschichte.
Für die außerordentliche Nachwahl des Senatssitzes im Dezember 2017 (für die Zeit bis zum Ende der regulären Wahlperiode 2020) stand Strange in der parteiinternen Vorwahl dem als rechtskonservativ geltenden ehemaligen Richter des Supreme Court Alabamas, Roy Moore, gegenüber. Am 26. September 2017 unterlag Strange in der Stichwahl mit 45,4 zu 54,6 Prozent der Stimmen, nachdem Moore schon in den Umfragen in Führung gelegen hatte. Moore war von Steve Bannon, Trumps ehemaligem Chefstrategen, unterstützt worden, während die Bundesführung der Republikaner sich für Strange eingesetzt hatte, darunter der Mehrheitsführer der Republikaner im Senat, Mitch McConnell, und Präsident Trump. Die Washington Post bezeichnete Stranges Niederlage als „politischen Blitzschlag“ mit Auswirkungen auf den „Bürgerkrieg“ innerhalb der Republikanischen Partei: Dadurch würden Mandatsinhaber im Kongress demoralisiert, die sich Vorwahlherausforderern aus dem rechtspopulistischen Bereich gegenübersähen.
Der Demokrat Doug Jones gewann die Nachwahl überraschend gegen Moore und löste Strange am 3. Januar 2018 im Senat ab.